# Paul Painlevé
Paul Painlevé (París 5 de diciembre de 1863 - París 29 de octubre de 1933) fue un político y matemático francés. Fue dos veces primer ministro de la Tercera República Francesa en 1917 y 1925.
Painlevé centró su atención en las ecuaciones diferenciales y en la nueva teoría de la relatividad general, que fue introducida por Albert Einstein. En 1921 Painlevé introdujo un sistema de coordenadas para la solución del Agujero negro de Schwarzschild.